# الکساندر درامبایف
الکساندر درامبایف (اوکراینی: Олександр Олександрович Драмбаєв؛ زادهٔ ۲۱ آوریل ۲۰۰۱) بازیکن فوتبال است.
وی همچنین در تیم‌های ملی فوتبال Ukraine national under-18 football team, Ukraine national under-19 football team، و زیر ۲۱ سال اوکراین بازی کرده‌است.